# Bataille de Grahamstown
Cinquième guerre cafre
La bataille de Grahamstown ou d'Egazani (le champ du sang) est livrée le 22 avril 1819 en Afrique du Sud, pendant la cinquième guerre cafre (1818-1819).
Excédés par les spoliations de terres dont ils s'estiment victimes de la part des colons et des autorités britanniques, les Xhosa, menés par le chef et prophète Makana Nxele, attaquent Grahamstown, défendue par une garnison de 350 hommes commandés par le colonel Tom Willshire (en). Malgré une écrasante supériorité numérique, les Xhosa ne parviennent pas à entamer les défenses adverses. L'artillerie britannique leur inflige des pertes effroyables et après trois heures de combat, ils sont contraints de battre en retraite.

## Sources
- (en) Tim Couzins, Battles of South Africa, New Africa Books, 2004, 224 p. (ISBN 0-86486-621-6, présentation en ligne).